# Pleurogrammus
Pleurogrammus – rodzaj ryb skorpenokształtnych z rodziny terpugowatych (Hexagrammidae).

## Klasyfikacja
Gatunki zaliczane do tego rodzaju:
- Pleurogrammus azonus
- Pleurogrammus monopterygius – alperka[3], terpuga okonik[3], terpuga alperka[4]

Gatunkiem typowym jest Labrax monopterygius (P. monopterygius).

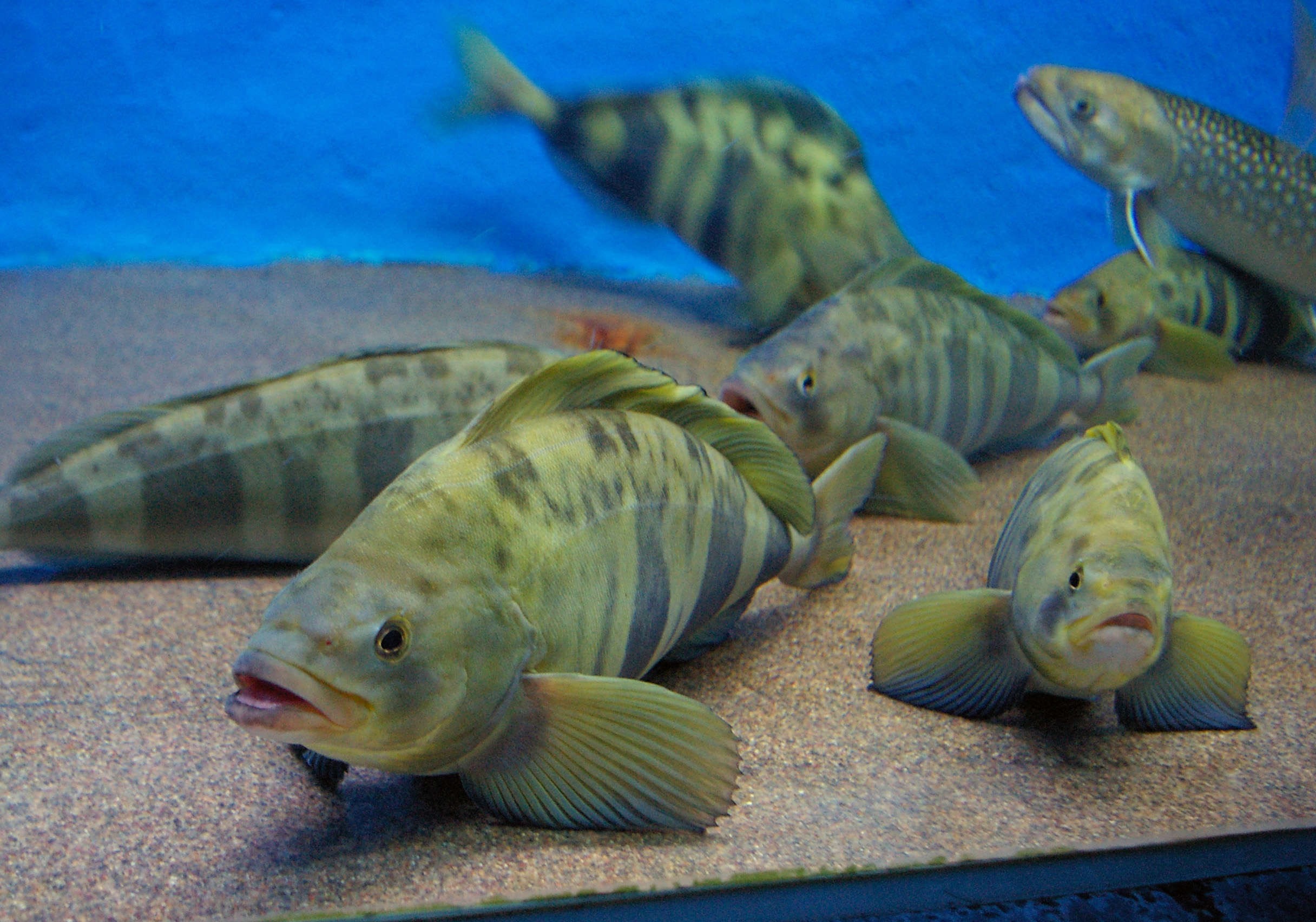
Pleurogrammus monopterygius